# Bajramovići
Bajramovići (cyr. Бајрамовићи) – wieś w Bośni i Hercegowinie, w Republice Serbskiej, w gminie Srebrenica. W 2013 roku liczyła 75 mieszkańców.